# Hexalobus crispiflorus
Hexalobus crispiflorus A.Rich. – gatunek rośliny z rodziny flaszowcowatych (Annonaceae Juss.). Występuje naturalnie w Gwinei Bissau, Gwinei, Sierra Leone, Wybrzeżu Kości Słoniowej, Ghanie, Togo, Beninie, południowej Nigerii, w Kamerunie, Republice Środkowoafrykańskiej, Sudanie Południowym, Gwinei Równikowej, Gabonie, Kongo, Demokratycznej Republice Konga oraz w północnej Angoli. 

## Morfologia
PokrójZimozielone drzewo.
LiścieMają odwrotnie jajowaty kształt. Mierzą 12–20 cm długości oraz 4–7 cm szerokości. Są lekko owłosione od spodu. Nasada liścia jest od rozwartej do zaokrąglonej. Blaszka liściowa jest o spiczastym wierzchołku.
KwiatySą pojedyncze, rozwijają się w kątach pędów. Wydzielają zapach. Działki kielicha mają owalny kształt, są omszone i dorastają do 1–5 cm długości. Płatki mają lancetowaty kształt i bladożółtą barwę, osiągają do 3 cm długości. Kwiaty mają około 100 pręcików i 9–13 owocolistków.
OwocePojedyncze są prawie siedzące i mają podłużny kształt, zebrane w owoc zbiorowy. Osiągają 8 cm długości i 4 cm szerokości. Są omszone, zdrewniałe. Mają czerwoną barwę.

## Biologia i ekologia
Rośnie w wiecznie zielonych lasach.